# Amir Al-Ammari
Amir Al-Ammari (arabe : أمير فؤاد عبود العماري), né le 27 juillet 1997 à Jönköping en Suède, est un footballeur international irakien qui évolue au poste de milieu central au KS Cracovie.

## Biographie

### En club
Né à Jönköping en Suède, Amir Al-Ammari commence le football au IFK Öxnehaga (en) puis joue pour le Husqvarna FF (en) avant de rejoindre le Danemark où il est formé par le Brøndby IF. Il ne joue toutefois aucun match avec l'équipe première du club.
Le 1er mars 2017, Amir Al-Ammari fait son retour au Husqvarna FF (en), signant un contrat de deux ans. C'est avec ce club qu'il fait ses débuts en professionnel, en troisième division suédoise.
Le 14 février 2021, Amir Al-Ammari s'engage en faveur du Halmstads BK, club venant tout juste d'être promu en première division.
Il fait alors ses débuts dans l'Allsvenskan, la première division suédoise, jouant son premier match le 11 avril 2021, lors de la première journée de la saison 2021 contre le BK Häcken. Il est titularisé et son équipe s'impose par un but à zéro.
Le 14 janvier 2022, Amir Al-Ammari rejoint l'IFK Göteborg. Il signe un contrat courant jusqu'en décembre 2024,.
Le 12 février 2023, Al-Ammari fait son retour à l'Halmstads BK, étant prêté par l'IFK Göteborg.
Il s'impose de nouveau comme un élément important de l'équipe, qui fait un bon début de saison 2023, à l'image d'une victoire contre le Djurgårdens IF le 16 avril 2023, en championnat (2-0 score final), où Al-Ammari se distingue parmi les meilleurs joueurs sur la pelouse.
Le 26 juillet 2023, le Halmstads BK rachète Amir Al-Ammari, le joueur s'engage alors définitivement en signant un contrat courant jusqu'en décembre 2024.

### En sélection
Amir Al-Ammari est éligible pour jouer sous les couleurs de la Suède puisqu'il y est né et y a grandi mais également de l'Irak dont est originaire son père notamment, il commence avec les moins de 18 ans, jouant un match en 2014. Il décide ensuite de représenter l'Irak.
Amir Al-Ammari honore sa première sélection avec l'équipe nationale d'Irak le 2 septembre 2021, contre la Corée du Sud. Il est titularisé et les deux équipes se neutralisent (0-0 score final). 
Il est retenu dans la liste des vingt-six joueurs irakiens sélectionnés par Jesús Casas pour disputer la Coupe d'Asie des nations 2023.